# Février 1920
En février 1920, la conférence de Londres confirme l’abandon de Fayçal par la Grande-Bretagne. Lloyd George obtient une rectification de frontière, au profit de la Grande-Bretagne, au nord de la Galilée.

## Événements
- 2 février : 
  - Abdication du khan de Khiva[1]..
  - Traité de paix signé à Tartu entre la Russie soviétique et l’Estonie. La Russie abandonne toutes ses revendications sur le pays.
  - Lénine appelle à la fin des exécutions capitales

- 5 février : le maréchal Foch est reçu à l'Académie française par Raymond Poincaré

- 7 février : 
  - le pilote français Joseph Sadi-Lecointe bat le record de vitesse pure : 275,862 km/h.
  - l'amiral russe Alexandre Koltchak, qui avait été le commandant en chef des armées blanches et avait été capturé par l'Armée rouge en janvier, est exécuté par les bolcheviks.

- 9 février : traité du Svalbard concernant le Spitzberg.

- 10 février : les Français se replient de Marach en Cilicie (700 tués). Ils se font assiéger à Ourfa.

- 14 février : 
  - loi de création de l'Université de Montréal.
  - dans le cadre de la guerre civile russe qui oppose les Rouges communistes aux Blancs monarchistes, l'Armée rouge s'empare de Rostov-sur-le-Don.

- 15 février : un hydravion « Levy-Le Pen » effectue le vol préliminaire de la ligne coloniale belge entre Léopoldville (Kinshasa) et Bolobo.

- 18 février : 
  - le Conseil suprême fixe à 100 000 le nombre d'hommes que l'Allemagne peut garder sous les armes.
  - l'avion de François-Henry Laperrine doit se poser dans le Sahara. Le général meurt d’épuisement le 5 mars.
- 20 février : mariage de la Pologne à la Mer Baltique, cérémonie célébrant l'accès à la mer de la Pologne.

- 24 février : à Munich, le Parti ouvrier allemand devient le Parti national-socialiste des travailleurs allemands (nazi).

- 25 février : les troupes roumaines évacuent définitivement la Hongrie.

- 27 février : le major R.W. Schroeder dépasse les 10 000 mètres d'altitude à Dayton (Ohio) à bord d'un « Lepère » (10 093 m).

- 28 février : le pilote français Jean Casale bat le record de vitesse pure : 283,864 km/h.

## Naissances
- 1er février : Zao Wou-Ki, artiste français († 9 avril 2013).
- 3 février : Stan Ockers, coureur cycliste belge († 1er octobre 1956).
- 5 février : Jean-Émile Friand, résistant français pendant la Seconde Guerre mondiale (†  22 décembre 2012).
- 6 février : Ernest Igl, graphiste, artiste peintre et designer allemand († 2 avril 2001) ;
- 13 février : Eileen Farrell, soprano américaine († 23 mars 2002).
- 15 février : Hans Blees, pilote automobile allemand († 18 mars 1994).
- 17 février : Carlos Arruza (Carlos Ruiz Camino), matador puis acteur de cinéma mexicain († 20 mai 1966).
- 21 février : Leo Scheffczyk, cardinal et théologien († 8 décembre 2005).
- 23 février : Paul Gérin-Lajoie, politicien québécois († 25 juin 2018).
- 25 février Gérard Bessette, auteur canadien († 21 février 2005.
- 26 février : Lucjan Wolanowski, journaliste, écrivain et voyageur polonais († 20 février 2006).
- 27 février : Jacques Charon, acteur français († 15 octobre 1975).
- 29 février : Michèle Morgan, actrice française († 20 décembre 2016).

## Décès
- 7 février : Alexandre Koltchak amiral russe (º 16 novembre 1873).
- 12 février : Aurore Gagnon enfant martyre québécoise (º 31 mai 1909).
- 20 février : Robert Peary explorateur américain (º 6 mai 1856).
- 21 février : Vladimir Makovski, peintre russe (° 7 février 1846).